# Station Leimuiden

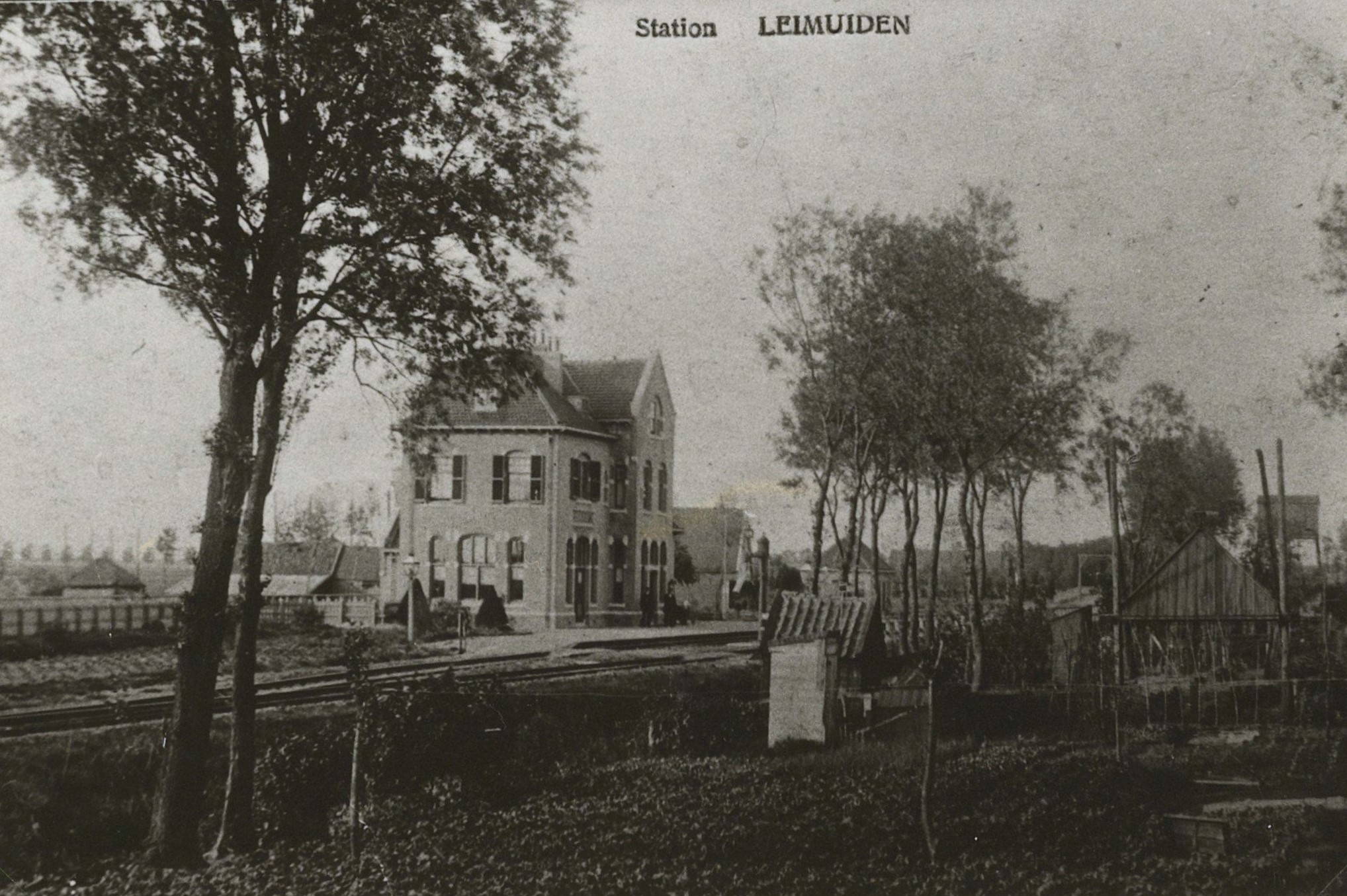
Station Leimuiden (circa 1920)

Station Leimuiden is een voormalig spoorwegstation aan de spoorlijn Hoofddorp - Leiden Heerensingel. Het station werd geopend op 3 augustus 1912 en gesloten op 1 januari 1936. Het in 1911 gebouwde stationsgebouw, van het type HESM eerste klasse, is in 1952 gesloopt.